# Caliscelidae
Los caliscélidos (Caliscelidae) son una familia de insectos hemípteros del suborden Auchenorrhyncha.

## Géneros
- Subfamilia: Caliscelinae
  - Tribu: Caliscelini[1]
    - Géneros: Gelastissus.[2]
- Subfamilia: Ommatidiotinae
  - Tribu: Adenissini[3]
    - Subtribu: Adenissina
      - Géneros: Adenissus - Perissana[4]

  - Tribu: Coinquendini
    - Género: Coinquenda[5]